# Sas Pruski
Sas Pruski (Tesmer II, Mściszewski I, Msciszewski, Garczyński odmienny) – kaszubski herb szlachecki, według Przemysława Pragerta odmiana herbu Garczyński, według Alfreda Znamierowskiego odmiana herbu Sas.

## Opis herbu
Herb znany był przynajmniej w czterech wariantach. Opisy z wykorzystaniem klasycznych zasad blazonowania:
Sas Pruski (Kliński, Tesmer II, Mściszewski I, Msciszewski, Garczyński odmienny): W polu błękitnym półksiężyc srebrny na opak (również z twarzą), pod nim takaż strzała, nad nim takież dwie gwiazdy (także złote i ośmiopromienne) w pas. Klejnot: nad hełmem w koronie ogon pawi, na którym strzała srebrna. Labry błękitne, podbite srebrem.
Mściszewski I a (Sas pruski odmienny): Księżyc i strzała zamienione miejscami.
Mściszewski I b (Sas pruski odmienny): Gwiazdy złote, w klejnocie gwiazda złota.
Sas Pruski odmienny (Tesmer II a, Garczyński odmienny): Pole czerwone, półksiężyc złoty, brak gwiazd, strzała w klejnocie błękitna, labry czerwone, podbite złotem.
Sas Pruski odmienny (Tesmar, Tesmer II b, Garczyński odmienny): Barwy nieznane. W polu półksiężyc z twarzą na opak, na którego barku strzała pomiędzy dwiema gwiazdami. Nad hełmem w koronie ogon pawi przeszyty strzałą. Labry.
Juliusz Karol Ostrowski podaje herb nazwany przez Pragerta Sas Pruski pod nazwą Mściszewski albo Sas pruski. Pod hasłem Sas Pruski zaś podaje wariant tego herbu z herbarza Rietstapa: W polu czerwonym, nad półksiężycem złotym, strzała na opak między dwiema gwiazdami złotymi. W klejnocie nad hełmem w koronie ramię zbrojne na sześciu piórach czaplich. Informację tę powtarza Tadeusz Gajl.

## Najwcześniejsze wzmianki
Wariant podstawowy wymieniany przez szereg herbarzy polsko i niemieckojęzycznych. Najwcześniej pojawia się u Dachnowskiego (Herbarz szlachty Prus Królewskich), zna go też Kasper Niesiecki (Korona polska), dużo uwagi poświęcił mu Franciszek Piekosiński (Herold polski, 1899, autor podaje również drugi wariant za zaginionym rękopisem Dachnowskiego, tzw. rękopisem Baworowskich), wymienia go też Ostrowski (Księga herbowa rodów polskich), Teodor Chrząński (Tablice odmian herbowych, jako Mściszewski albo Sas pruski), zaś z autorów niemieckojęzycznych Winckler (Die nationalitaten Pomerellens) i Żernicki (Der polnische Adel). Herb Mściszewski I a wymieniany przez Nowego Siebmachera, zaś I b przez Chrząńskiego. Herb Tesmer II a wymienia Piekosińki (artykuł w Heroldzie Polskim). herb Tesmer II b wymienia Nowy Siebmacher.

## Herbowni
Garczyński, Kliński (Clinsski, Klinski, Klinszki, Klynski), Mściszewski (Miscewski, Miscziszowski, Msciszewski, Msciszewsky, Msciszowski, Mscyszewsky, Msziszewski, Mszczyszewski, Smisewski, błędnie Mischewski, Miszewski, Mliszewski, Mniszewski), także z przydomkiem Grabla, Tesmer i kilkanaście innych kaszubskich rodów.
Rodzina Klińskich miała się posługiwać tym herbem w XVI wieku. Świadczy o tym pieczęć z takim herbem (bez klejnotu) Jana Garczyńskiego piszącego się także Klińskim z Garczyna. Następnie ich gałąź osiadła w Garczynie przyjęła nazwisko Garczyński i nadal używała tego herbu i jego odmian (m.in. Garczyński). Gałąź pozostała przy nazwisku Kliński przyjęła herb Junosza z odmianą.
Tadeusz Gajl dla wersji Sasa Pruskiego z Rietstapa podaje nazwiska Somnicz i Szczudłowski.